# Robert Lucius von Ballhausen

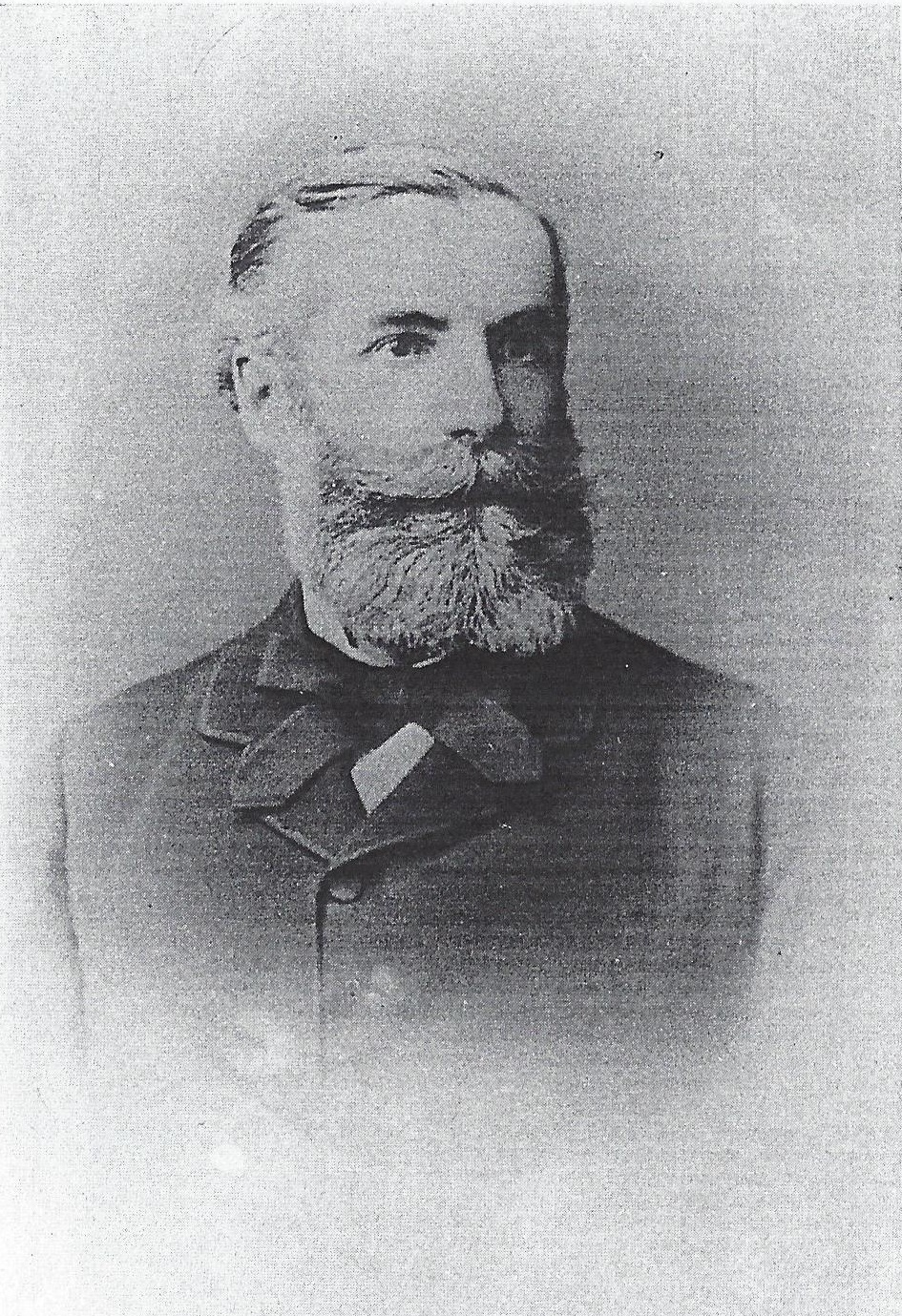
Robert Lucius

Robert Lucius, seit 1888 Robert Freiherr Lucius von Ballhausen und von Stoedten, (* 20. Dezember 1835 in Erfurt; † 10. September 1914 auf Gut Klein Ballhausen) war ein deutscher Arzt, Gutsbesitzer, Politiker und preußischer Staatsminister.

## Leben
Lucius stammte aus einem alten katholischen Bürgergeschlecht in Thüringen. Sein Vater war der Erfurter Wollfabrikant Sebastian Lucius.
Er besuchte das Königliche Gymnasium Erfurt (1847–1853) und das Gymnasium Paulinum in Münster. Außerdem nahm er Privatunterricht. Nach dem Abitur studierte er ab 1854 Medizin an der Ruprecht-Karls-Universität Heidelberg. 1855 wurde er im Corps Vandalia Heidelberg recipiert. Mit zwei Kommilitonen wurde er 1856 relegiert. Die drei wurden mit dem letzten Comitat der Heidelberger Universitätsgeschichte verabschiedet. Lucius wechselte an die Schlesische Friedrich-Wilhelms-Universität Breslau und wurde 1858 dort zum Dr. med. promoviert.

### Schiffsarzt und Soldat

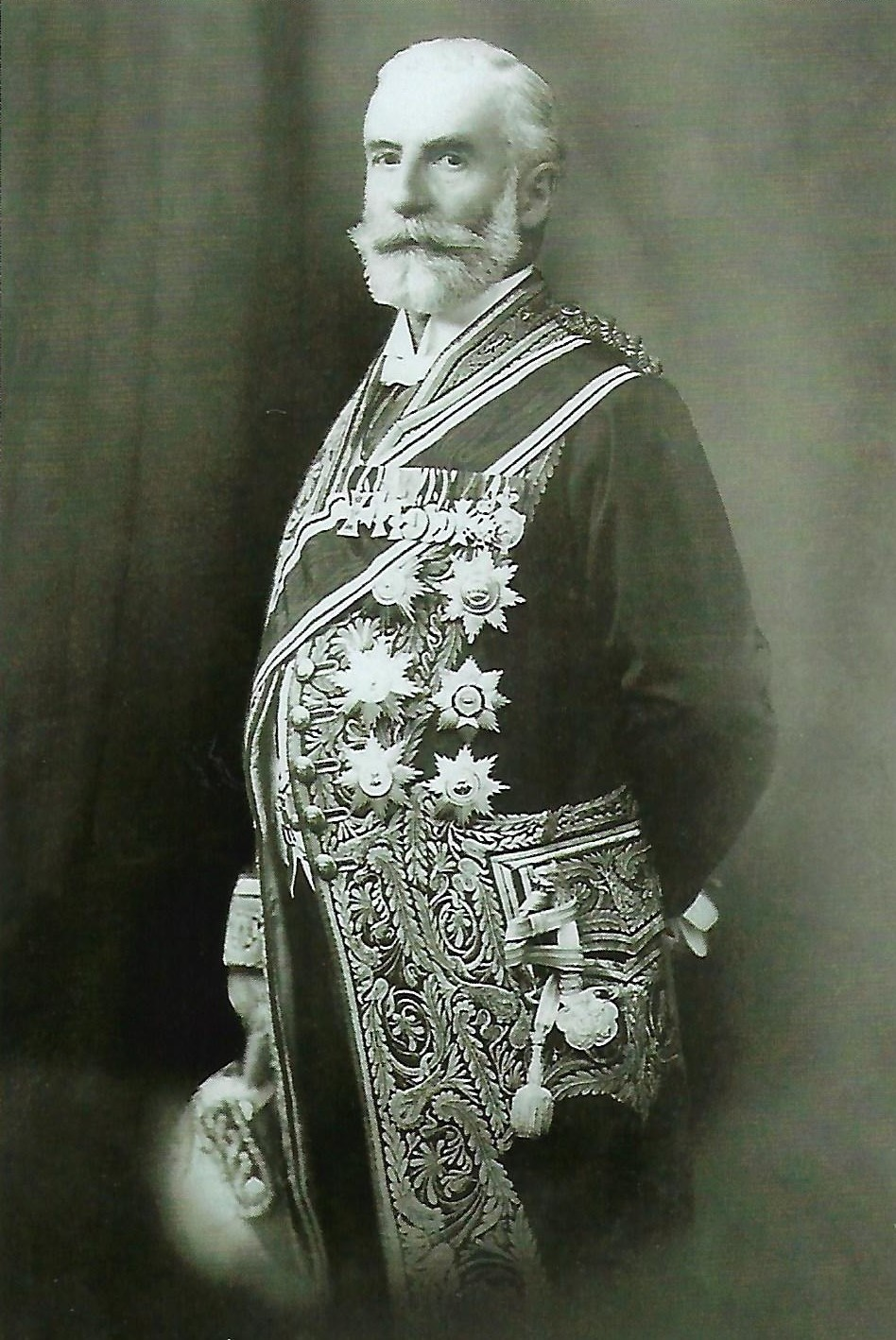
Robert Lucius

Nach einer Europareise meldete er sich 1859 in Düsseldorf zum 1. Leib-Husaren-Regiment Nr. 1, das Preußen als Garantiemacht des Deutschen Bundes für den Sardinischen Krieg mobilgemacht hatte. Als der Frieden von Zürich geschlossen wurde, brauchte Lucius nicht mehr eingekleidet zu werden. Stattdessen meldete er sich in Edinburgh als Schiffsarzt zur Preußischen Ostasienexpedition. Unter Friedrich zu Eulenburg führte sie ihn nach Ceylon, China, Japan, Korea, Hongkong und Siam. Er kehrte im August 1862 zu seiner Mutter in Erfurt zurück, trat aber bereits im Oktober desselben Jahres wieder in die Preußische Armee ein. Als Leutnant im Berliner Garde-Kürassier-Regiment (1863) nahm er an allen drei Einigungskriegen teil – am Deutsch-Dänischen Krieg, am Deutschen Krieg und am Deutsch-Französischen Krieg. Er wurde Oberstleutnant.

### Parlamentarier und Minister

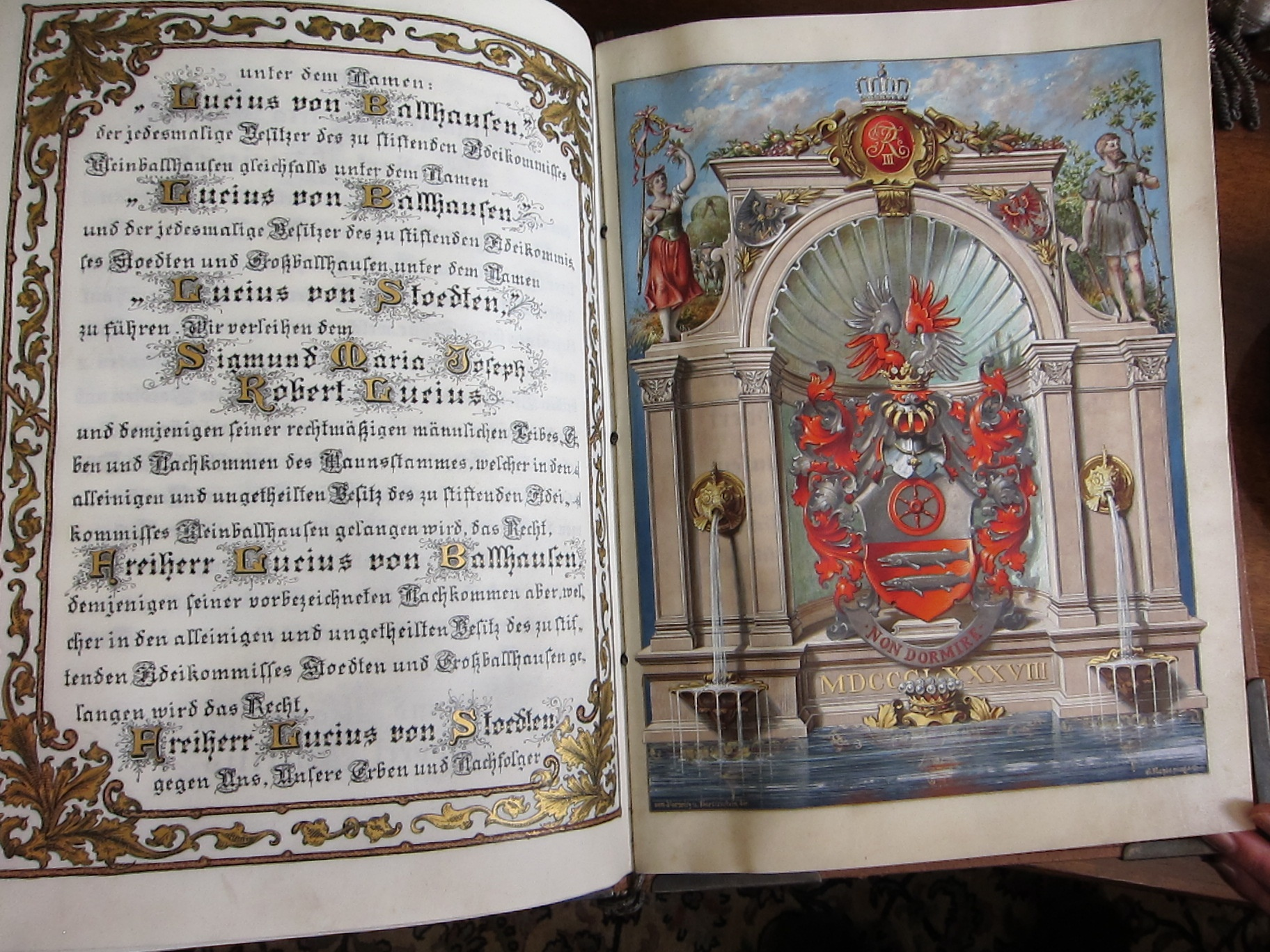
Nobilitierungsurkunde

Als Mitglied der Freikonservativen Partei kandidierte Lucius in den 1860er Jahren zunächst erfolglos für das Preußische Abgeordnetenhaus. Abgeordneter war er von 1870 bis 1879 und von 1882 bis 1893. 1870 wurde er in einer Ersatzwahl im Wahlkreis Erfurt 4 (Erfurt, Schleusingen, Ziegenrück) in den Reichstag des Norddeutschen Bundes gewählt, wodurch er auch Mitglied des Zollparlaments wurde.
Von 1871 bis 1881 saß er für denselben Wahlkreis im Reichstag. 1879 war er Vizepräsident des Reichstags. Lucius war ein enger Freund Otto von Bismarcks und galt als Sprachrohr des Reichskanzlers. Aus den fast täglichen Besuchen entstanden die Tagebücher. Sie wurden als „Bismarck-Erinnerungen“ von Roberts Sohn Hellmuth Freiherr Lucius von Stoedten herausgegeben und sind eine wichtige (handschriftlich nicht überlieferte) Quelle der Bismarck-Forschung. 1874–1878 gehörte er außerdem dem Provinziallandtag der Provinz Sachsen an.
Von 1879 bis 1890 war Lucius preußischer Landwirtschaftsminister. Dass er zum Antrittsbesuch in Leutnantsuniform erschien, amüsierte Kaiser Wilhelm I. Als Minister war er zudem automatisch Kommissarius über die Landwirtschaftlichen Kreditvereine in Brandenburg-Preußen, so unter anderem über das Kur- und Neumärkisches Ritterschaftliches Kreditinstitut, der Pfandbriefbank der Rittergüter in Ostelbien.
1895 wurde er zum Mitglied des Preußischen Herrenhauses ernannt.

### Sonstiges

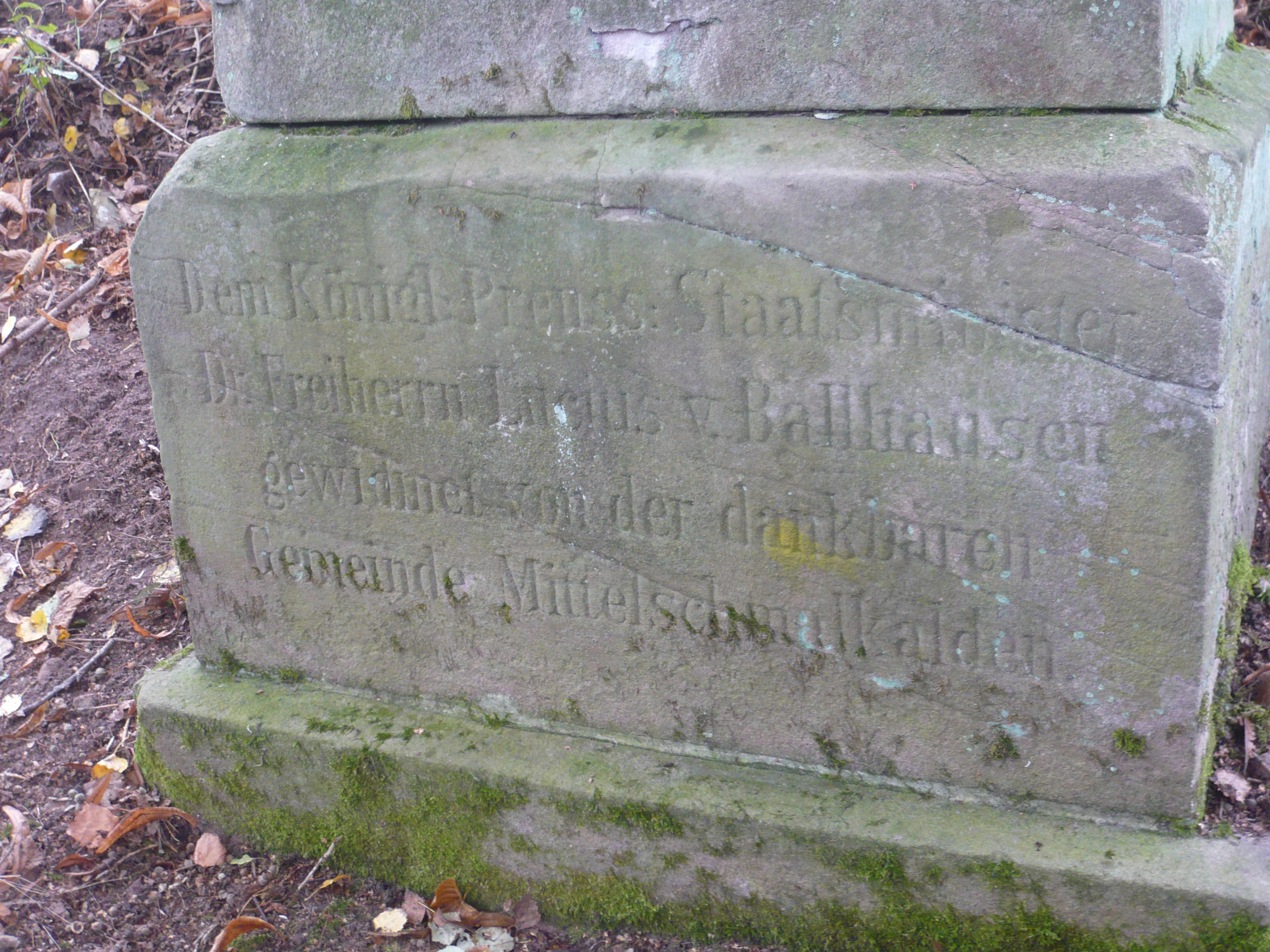
Gedenkstein auf der Lucius-Höhe

Mit Bismarcks Befürwortung wurde Robert Lucius am 5. Mai 1888 vom todkranken Friedrich III. unter den Namen Freiherr Lucius von Ballhausen /Lucius von Stoedten nobilitiert. Er war zudem seit 1889 Ehrenbürger von Erfurt, und die Lucius-Höhe in Mittelschmalkalden (Wiedereinweihung Oktober 2009) wurde nach ihm benannt. Aus seinen Gütern Klein Ballhausen, Groß Ballhausen und Stödten (nach 1945 beseitigt) wurden zwei Familienfideikommisse gebildet.
Lucius war ein Bruder von Eugen Lucius, einem Mitbegründer der Hoechst AG. Robert Lucius heiratete 1864 Juliet Maria Souchay de la Duboissière (1835–1921) aus dem in Manchester ansässigen Zweig der wohlhabenden deutschen Kaufmannsfamilie hugenottischer Herkunft Souchay. Geheiratet wurde auf Withington, dem Landsitz der Souchays bei Manchester. Ihre Söhne waren Otto Lucius von Ballhausen und Hellmuth Freiherr Lucius von Stoedten. Robert von Lucius und Wulf-Dietrich von Lucius sind Urenkel.
Ihm zu Ehren wurde die in Gruhna bei Leipzig entstandene und von der Berliner Baumschule Späth 1884 in den Handel gebrachte Birnensorte „Minister Dr. Lucius“ benannt.
Seine Nichte war die Bergsteigerin Anna Voigt (1847–1921), die 1877 als erste deutsche Frau das Matterhorn bestiegen hatte.